# Hopfenabreißgerät

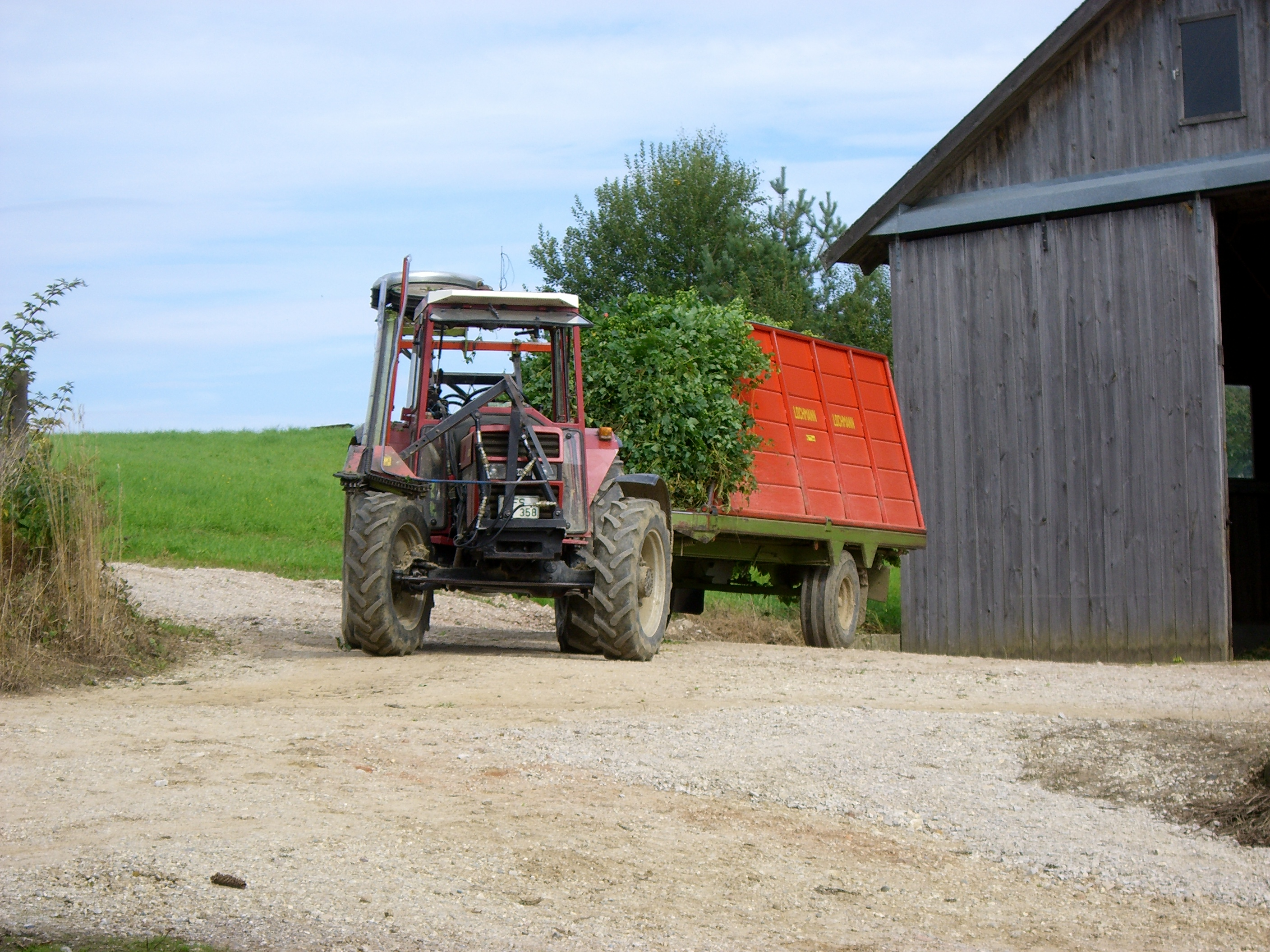
Beladenes Hopfenabreißgerät

Ein Hopfenabreißgerät, auch Hopfenreißgerät, ist eine landwirtschaftliche Maschine, die zur Ernte der Hopfenreben im Hopfengarten genutzt wird.

## Abreißgerät
Das Abreißgerät wird am Frontgewicht und Unterlenker angebaut. Vorne wird mit zwei Ketten die Hopfenrebe am Boden aufgenommen und abgeschnitten. Danach wird sie nach hinten über das Traktordach geführt. Hier wird die Rebe samt Kletterhilfedraht vom Tragegestell abgerissen und fällt auf den Hopfenrebenwagen. Der Antrieb erfolgt über einen Hydraulikmotor, welcher von der Schlepperhydraulik versorgt wird.

## Hopfenrebenwagen
An der Anhängerkupplung wird der Hopfenrebenwagen angehängt. Es handelt sich um einen Wagen mit Kratzboden, der auf beiden Seiten flügelartige Bordwände hat, die bei der Ernte im Hopfengarten auf die entsprechende Breite geöffnet werden und bei Straßenfahrten wieder geschlossen werden.

## Treffen
Es gibt auch ein jährliches Treffen der Hopfenabreißgerätefahrer in Untermettenbach.

## Hersteller
Bekannte Hersteller sind:
- Soller, Geisenfeld
- Lochmann
- Wallner
- Wolf